# William J. Stone
William J. Stone (Madison megye, 1848. május 7. – Washington, 1918. április 14.) az Amerikai Egyesült Államok szenátora (Missouri, 1903–1918).